# Rocquemont
Rocquemont é uma comuna francesa na região administrativa da Normandia, no departamento de Sena Marítimo. Estende-se por uma área de 12,24 km². Em 2010 a comuna tinha 813 habitantes (densidade: 66,4 hab./km²).